# Aeroporto di Bucarest-Băneasa - Aurel Vlaicu

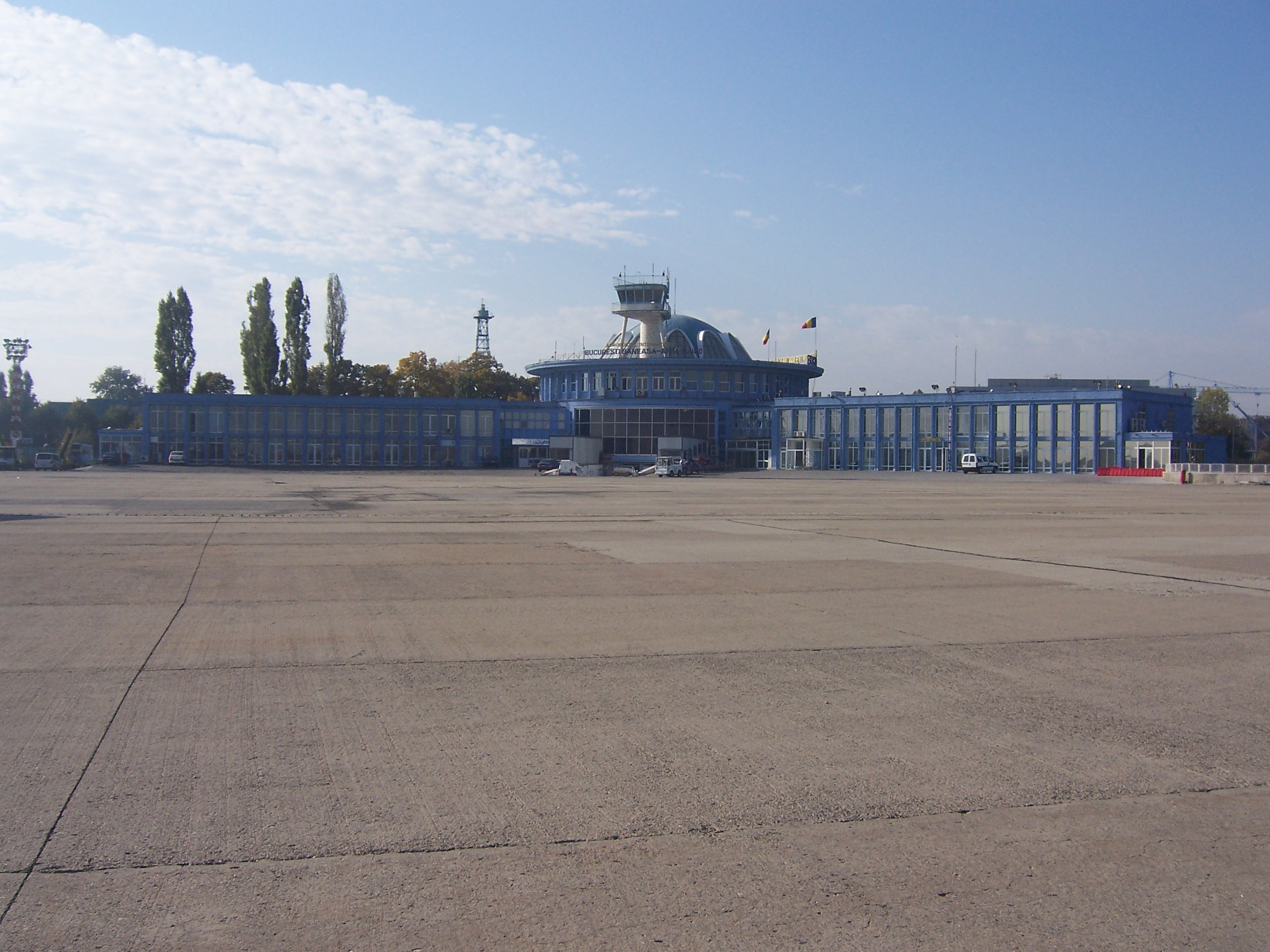
L'aerostazione vista dalla pista

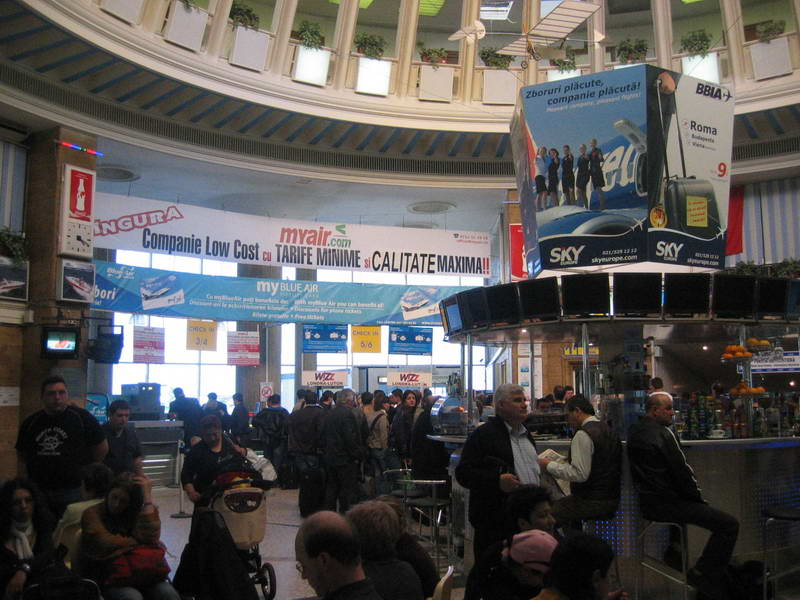
Zona biglietterie

L'Aeroporto di Bucarest-Băneasa - Aurel Vlaicu (IATA: BBU, ICAO: LRBS), anche conosciuto come Aeroporto di Bucarest-Băneasa, è il più vecchio aeroporto della città di Bucarest, capitale della Romania. La struttura è intitolata ad Aurel Vlaicu (1882-1913), pioniere dell'aviazione rumena.

## Storia
I voli aerei nella zona di Băneasa, oggi un quartiere di Bucarest, risalgono ai primi del XX secolo e vennero effettuati da Louis Blériot nel 1909, sfruttando la pista di un ippodromo.

La prima vera e propria aviosuperficie è invece del 1912, quando viene aperta la prima scuola di pilotaggio della Romania, il che fa dell'aeroporto di Băneasa la struttura aeroportuale ancora operativa più vecchia dell'Europa orientale.

La trasformazione in un aeroporto è del 1920, quando viene costituita la Compania Franco-Română Pentru Navigaţie Aeriană, società con capitale a maggioranza romena e mezzi tecnici francesi, precursore della compagnia di bandiera TAROM.

Lo sviluppo dell'aeroporto proseguì parallelo a quello del trasporto aereo civile e il 12 novembre 1922 a Băneasa atterrò il primo volo della linea Parigi-Strasburgo-Praga-Vienna-Bucarest-Costantinopoli; all'epoca Costantinopoli era considerata a tutti gli effetti parte dell'Asia e pertanto tale volo è ricordato come il primo intercontinentale tra Europa e Asia.

Fino alla fine degli anni sessanta, Băneasa rimase l'unico aeroporto di Bucarest e l'unico aeroporto internazionale di tutta la Romania. Ma nel 1969 venne aperto il nuovo Aeroporto di Bucarest Otopeni (oggi Aeroporto Internazionale Henri Coandă) e il declino del "vecchio" aeroporto sembrava segnato.
La TAROM vi mantenne fino al 2000 i propri voli nazionali, ma il traffico era comunque diminuito e lo spostamento anche di questi voli a Otopeni parve segnare definitivamente la fine della struttura, tanto che nel 2002 vi transitarono non più di 30.000 passeggeri.
La ripresa ebbe però inizio nel 2003, con l'avvio dei primi voli low-cost e, soprattutto, nel 2004, quando la compagnia Blue Air ne fece il proprio hub principale. Il traffico tornò a crescere in maniera esponenziale, tanto che nel 2007, nonostante i lavori di vasta ristrutturazione tuttora in corso che hanno comportato la chiusura dell'aeroporto per oltre due mesi nel periodo estivo, il traffico ha raggiunto il milione di passeggeri.

## Sviluppi futuri
È in programma la realizzazione di un collegamento tramite metropolitana, con la realizzazione di una nuova linea che unirà la Stazione ferroviaria principale (Gara de Nord) con l'Aeroporto di Otopeni, passando sia per il centro della città (Piaţa Universităţii) che per l'Aeroporto di Băneasa.
Dal 25 marzo 2012 tutti voli commerciali si sono spostati all'Aeroporto di Bucarest-Otopeni e l'aeroporto è stato dedicato al business air traffic.

## Collegamenti con Bucarest
L'aeroporto si trova nel quartiere Băneasa, a 8,5 km di distanza dal centro di Bucarest a cui è collegato da un regolare servizio di autobus e filobus (linee 131, 335, 148, 112, 301, linea espressa 780) e di tram (linea 5) gestiti dalla STB. La stazione più vicina della metropolitana è "Aurel Vlaicu", sulla Linea 2.